# Río Ibias
Río Ibias är ett vattendrag i Spanien.   Det ligger i regionen Kastilien och Leon, i den nordvästra delen av landet, 400 km nordväst om huvudstaden Madrid.